# Maxwellia angermeyerae
Maxwellia angermeyerae là một loài ốc biển, là động vật thân mềm chân bụng sống ở biển trong họ Muricidae, họ ốc gai.
Chúng phân bố ở Thái Bình Dương Ocean dọc theo Quần đảo Galápagos.